# Monika Borgmann
Monika Borgmann-Slim (nascuda el 25 de novembre de 1963) és una periodista alemanya- libanesa, documentalista i arxivera regoneguda. És una activista contra el que ella descriu com la cultura d'impunitat i Vergangenheitsbewältigung del Líban, o contrarestar l'amnèsia oficial sobre la guerra civil libanesa (1975–1990). És vídua del cineasta, arxiver i activista libanès Lokman Slim, que va ser assassinat el 2021.

## Biografia
Nascuda a Aquisgrà, la ciutat més occidental d'Alemanya a la frontera amb Bèlgica i els Països Baixos, Borgmann va estudiar filologia àrab i ciències polítiques a la Universitat de Bonn, que llavors era la capital d'⁣Alemanya Occidental. En el context d'aquests estudis, va passar un any en 1986/87 a Damasc, Síria, centrant-se en els estudis islàmics. Des d'allà va visitar Beirut per primera vegada, quan el Líban estava a 10 anys de la guerra civil i la seva capital estava devastada pels forts combats.
Després de graduar-se a la universitat, Borgmann va començar a treballar com a periodista autònoma el 1988. Per recomanació de Rupert Neudeck (1939–2016), periodista i destacat activista humanitari, Borgmann va produir el seu primer llargmetratge radiofònic sobre la vida quotidiana a Beirut en temps de guerra. El 1990 es va traslladar al Caire des d'on va produir principalment obres de ràdio per a l'⁣ARD, l'organització conjunta de les emissores de servei públic regional d'Alemanya. A més, va escriure per al setmanari alemany Die Zeit i altres publicacions com TransAtlantik i Lettre International.
El 1992, Borgmann va tornar al Líban per primera vegada des del final oficial de la guerra civil amb un projecte per retratar antics franctiradors. Paral·lelament, es va traslladar al camp del documental, quan va treballar com a gestora d'ubicacions durant la producció del llargmetratge Balagan del director alemany Andreas Veiel sobre la companyia d'actuació juevopalestina Akko.
A principis de 2001, Borgmann es va traslladar del Caire a Beirut per a un projecte cinematogràfic sobre la massacre de Sabra i Shatila de 1982 perpetrada per milícies de Falanges Libaneses que van matar fins a 3.500 civils, la majoria refugiats palestins i xiïtes libanesos. El juny de 2001, el periodista sirià i activista pels drets humans Ali al-Atassi va presentar Borgmann a l'editor Lokman Slim, que era un any més gran que ella. Provinent d'una família influent a la part sud de Beirut, ara dominada pels xiïtes, havia estudiat filosofia i grec antic a la Universitat de la Sorbona a París durant la dècada de 1980. Encara l'any 2001, tant Borgman com Slim es van convertir en socis professionals en fundar UMAM Productions així com socis privats. Després del seu casament el 2004 Borgmann també va obtenir la ciutadania libanesa.

Durant quatre anys, Borgmann i Slim van treballar en el seu projecte documental sobre els autors de les massacres de Sabra i Shatila. Quan els seus primers participants van ser arrestats i els mateixos cineastes van ser interrogats per les forces de seguretat libaneses, i llavors Borgmann i Slim van començar a treballar clandestinament. La parella va trobar sis exmilicians que van participar en la matança i els va convèncer perquè expliquessin els seus actes davant la càmera, mentre protegien les seves identitats. El 2005, Borgman i Slim van presentar Massaker (Massacre) amb el seu codirector Hermann Theißen (1954–2016) per a l'⁣estrena mundial a la secció Panorama del Festival Internacional de Cinema de Berlín, que va destacar a la seva fitxa cinematogràfica:
Fent un paral·lelisme entre la disposició psicològica dels protagonistes i el seu entorn polític, la pel·lícula utilitza les narracions dels perpetradors per abordar el fenomen de la violència col·lectiva per se.

La pel·lícula va guanyar el premi Panorama de l'Associació Internacional de Crítics de Cinema (Fédération Internationale de la Presse Cinématographique – FIPRESCI), i el jurat va argumentar que:
Condueix al seu públic en una experiència claustrofòbica inevitable amb la seva extrema concentració en el llenguatge dels assassins. La pel·lícula mostra d'una manera opressiva com la gent perd totes les normes humanes, morals i ètiques en circumstàncies terribles en una guerra civil.
Poc després, Massaker també va guanyar l'IDÉE SUISSE, el premi de la Swiss Broadcasting Corporation al festival de cinema documental de renom internacional Visions du Réel (Visions de la realitat) a Nyon. El Festival de Cinema Documental de Marsella va homenatjar la producció amb una menció especial. En total, va ser seleccionat per a més de 50 festivals.
Encara l'any 2005, Borgmann i Slim van cofundar el centre Umam Documentation & Research (UMAM D&R) amb un doble objectiu: construir un arxiu ciutadà accessible al públic en general i sensibilitzar la població libanesa sobre els temes de la guerra i violència a través de les arts, per exemple, exposicions, publicacions, projeccions de pel·lícules, etcètera. El 2009, per exemple, la parella va presentar la pel·lícula documental d'animació israeliana de guerra Waltz with Bashir sobre el paper clau de les Forces de Defensa d'Israel al Sabra i Massacre de Shatila a un públic d'unes 90 persones. Atès que el comerç amb Israel està prohibit per la llei libanesa, l'esdeveniment va ser batejat com a privat, però així i tot va provocar una controvèrsia nacional.
L'any 2012, un any després de l'inici de l'⁣aixecament popular a Síria, Borgmann i Slim van donar suport a un projecte de set homes libanesos, que havien estat detinguts a les presons sirianes durant períodes d'entre vuit i quinze anys. El resultat va ser una obra de teatre amb el títol La cadira alemanya, que porta el nom d'una eina per a la tortura que una vegada va ser introduïda pels esbirros alemanys. Els antics presoners van representar el drama a cinc ciutats alemanyes.
Seguint amb aquest projecte, Borgmann i Slim van dirigir la pel·lícula documental Tadmor, en què 22 antics detinguts del Líban van representar la seva vida quotidiana de patir tortures brutals a la coneguda presó de Tadmor a la ciutat siriana de Palmira. L'estrena va tenir lloc l'abril de 2016 al Visions du Réel de Nyon. Va guanyar dos premis en aquell festival i també va ser guardonat amb el Premi de Cinema polític de la Fundació Friedrich Ebert al Filmfest d'Hamburg.

El 3 de febrer de 2021, Slim, destacat crític d'⁣Hezbollah i de tots els altres partits sectaris, va ser trobat assassinat al seu cotxe després d'una visita a un amic al sud del Líban, dominat per Hezbollah. Després d'haver rebut amenaces de mort abans, li van disparar diverses vegades al cap i a l'esquena. Borgmann ha estat destacat als mitjans internacionals per la seva demanda d'una investigació internacional des d'aleshores, ja que no podia confiar en les autoritats libaneses. Així, ella ha continuat la feina del seu marit assassinat destacant:
La lluita contra la cultura de la impunitat sempre ha estat al centre de la nostra feina […] Ara cal fer-ho sense ell, però per ell.
Amb aquest propòsit, Borgmann va cofundar la Fundació Lokman Slim en el primer aniversari del seu assassinat. També dirigeix el MENA Prison Forum, que investiga i crida l'atenció sobre les condicions inhumanes de detenció a la regió. A finals de 2021, Borgmann va rebre el Premi Franco-alemany dels Drets Humans pel Ministeri d'Europa i Afers Exteriors de França i el Ministeri Federal d'Afers Exteriors d'Alemanya.

## Filmografia
- 2005: Massaker, llargmetratge (director i guió), amb Lokman Slim i Hermann Theißen
- 2009: Sur place – 4 Revenants des guerres libanaises, llargmetratge (director i guió), amb Lokman Slim
- 2016: Tadmor, llargmetratge (director i guió), amb Lokman Slim